# Michael Tucker (basket-ball)
Pour les articles homonymes, voir Michael Tucker.
Michael Tucker, né le 23 août 1954, est un ancien joueur australien de basket-ball.